# Aangeknipte mouw

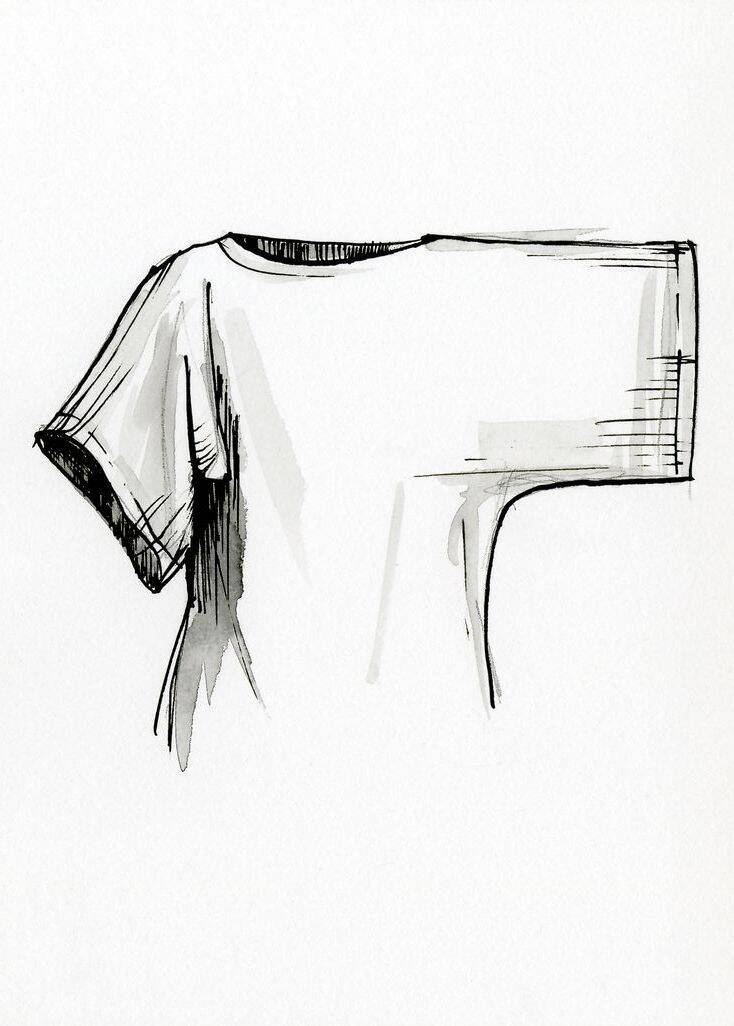
Een kimonomouw is een aangeknipte mouw. Een echte Japanse kimono wordt echter uit meerdere delen samengesteld.

Een aangeknipte mouw is een mouw van een blouse of jas die één geheel vormt met het lijf van het kledingstuk.
Meestal worden bij het patroontekenen de mouw en het lijfje afzonderlijk getekend en los van elkaar uit de stof geknipt. Bij een aangeknipte mouw worden lijfje en mouw als één geheel getekend en geknipt. Dit resulteert over het algemeen in een zeer wijde mouw, zoals bij een yukata (vaak foutief kimono genoemd). Een andere variant is de vleermuismouw.

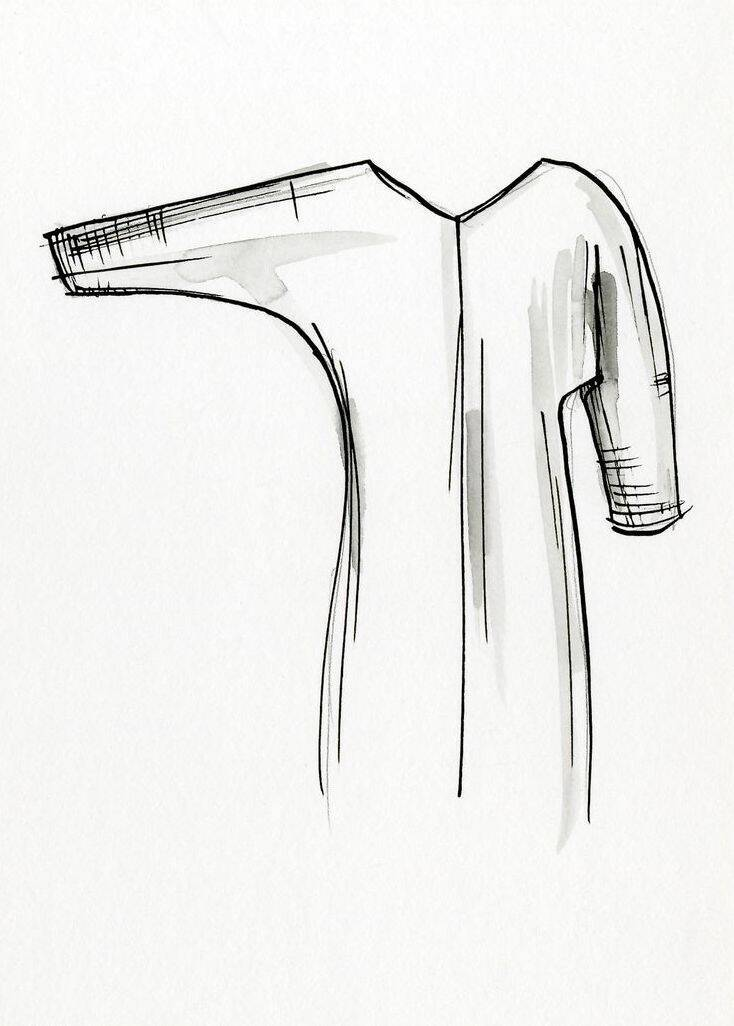
Een vleermuismouw is smal bij de pols en zeer wijd bij de schouder en oksel

Bij een T-shirt kan ook een aangeknipte mouw worden toegepast, meestal is het dan een zeer korte mouw die de arm bloot laat.